# Paul Bode (Pädagoge, 1883)
Paul Bode (* 20. August 1883 in Lehrte; † 11. Dezember 1977 ebenda) war ein deutscher Pädagoge und Hochschullehrer.

## Leben
Paul Bode wurde in der Gründerzeit des Deutschen Kaiserreichs im Jahr 1883 in Lehrte geboren als Sohn des Malermeisters Eduard Bode. In den Jahren von 1889 bis 1898 durchlief er die – anfänglich noch – sechsklassige Volksschule seiner Heimatstadt, bevor er von 1898 bis 1900 zunächst die Präparandenanstalt zur Vorbereitung auf das Lehrerseminar besuchte, um dann in Lüneburg das evangelische dortige Lehrerseminar zu durchlaufen: Im September 1903 legte Bode seine Erste Lehrerprüfung ab, bevor er vom Oktober desselben Jahres bis zum März 1907 als Schulamtsanwärter an der einklassigen Volksschule in Breetze im Landkreis Lüneburg unterrichtete. Er studierte ab 1908 an der Universität Leipzig und war seitdem Mitglied der Leipziger Burschenschaft Germania. Das Studium schloss er mit der Promotion ab.
Zur Zeit des Nationalsozialismus und während des Zweiten Weltkrieges wurde Paul Bode aus der Wehrmacht entlassen. Ab dem 1. April 1941 und offiziell bis zum Ende des Dritten Reiches im Mai 1945 lehrte Bode nun als Direktor und mit dem Titel Professor im damaligen Lauenburg in Pommern an der dortigen Lehrerinnenbildungsanstalt. Allerdings begab sich der Pädagoge bereits zuvor auf die Flucht vor der Roten Armee, floh am 9. März 1945 mit dem letzten Transport per Schiff vor den anrückenden Truppen der Sowjetunion über die Ostsee, konkret über Gotenhafen und Rostock zunächst nach Schleswig-Holstein. Noch im selben Jahr ging er in der Sowjetischen Besatzungszone nach Anhalt in die Stadt Dessau, wo er von 1945 bis 1947 anfangs als Arbeiter der Müllabfuhr tätig wurde.
1947 ging Paul Bode in seine Heimatstadt Lehrte zurück, wo er zunächst als Arbeiter in einem landwirtschaftlichen Betrieb tätig wurde. In der Mitte des Folgejahres 1948 hatte der Kriegsversehrte sein Renteneintrittsalter von 65 Lebensjahren erreicht.
Während seines Ruhestandes sprach sich Bode laut den Kieler Nachrichten vom 31. Oktober 1960 auf dem Hochschultag 1960 in Kiel für eine Patenschaft der aufgelösten Lauenburg Hochschule für Lehrerbildung aus, um den ehemaligen Studierenden und Hochschullehrern an der PH Kiel „eine neue Heimat zu geben“.
Paul Bode, der 1960 in der Burgdorfer Straße 56 in Lehrte wohnte, schrieb und veröffentlichte Beiträge zur Historie, beispielsweise in den Hannoverschen Geschichtsblättern.
Paul Bode veröffentlichte in seinen späten Lebensjahren zudem in der von der Stadtverwaltung Lehrte herausgegebenen Reihe Stadtgeschichtliche Hefte der Stadt Lehrte. Dort scheint jedoch eine mangelnde Distanz zum Patriotismus des Deutschen Kaiserreichs sowie dem nur bedingt vorsichtig umschifften Sprachgebrauch und den Verbrechen des Nationalsozialismus erkennbar, wenn es in der posthum 1979 erneut publizierten Schrift Entwicklung vom Bauerndorf zur Stadt Lehrte für die Zeit ab dem Ersten Weltkrieg beispielsweise heißt:

„In diesem Kampf der Deutschen gegen eine Welt von Feinden kam das böse Ende 1918. Nach Deutschlands Niederlage bestimmte das Versailler Diktat für die Zukunft seinen Lebensraum. Was das bedeutete, merkten nicht nur die in eine veränderte politische Heimat zurückgekehrten Krieger, 276 waren vor dem Feinde geblieben, bald, sondern auch jeder Deutsche. Inflation und Arbeitslosigkeit brachten [...] Not und Sorge und bereiteten die neuen innenpolitischen Wandlungen von 1933 vor.

Die aus dem Versailler Diktat resultierende Fesselung Deutschlands hatte auch die außenpolitische Spannung zur Folge, die dann zum zweiten Weltkrieg, 1939–45, führte.

[...]

Die siegreichen Waffentaten von Heer und Flotte in den ersten Kriegsjahren hielten den Feind wohl von den deutschen Grenzen fern [...]“

## Schriften (Auswahl)
- Urkundliches zur Geschichte der Stadt Lehrte, Lehrte: Rumpeltin, 1954
- Geschichte der Stadt Lehrte (= Stadtgeschichtliche Hefte der Stadt Lehrte) Band 2: Von Kirche und Schule, von großen Wäldern und alten Höfen, Hannover: Schlütersche Verlagsanstalt, 1954
- Entwicklung vom Bauerndorf zur Stadt Lehrte (= Stadtgeschichtliche Hefte der Stadt Lehrte, Band 3), Innentitel Lehrtes Entwicklung vom Bauerndorf zur Stadt. Vom Schicksal eines Bauerndorfes im „Großen Freien“, hrsg. von der Stadtverwaltung Lehrte, Hannover: Schlütersche Verlagsanstalt und Druckerei, 1979
- Ernst Bödeker, Paul Bode (Red.), Hans H. Götting (Bearb.): Von den Anfängen bis zur Stadtwerdung des Dorfes Lehrte, Lehrte: Verlag der Bücherstube, 1996